# Прост механизъм
Прост механизъм се нарича механизъм, който променя големината и посоката на приложена сила. Такива механизми са най-простият начин за прилагане на ефекта на „силата на лоста“, за да се увеличи приложената сила 
Простите механизми се използват за извършване на механична работа, като към единичен товар се прилага единична сила. Ако пренебрегнем загубите от триене, извършената работа върху товара е равна на работата, извършена от приложената сила. Те могат да се използват за увеличаване на ефекта от приложената сила, като се променя разстоянието на товара от приложната точка.
Обикновено терминът се прилага за шест класически прости механизма, определени от ренесансовите учени:
- Лост
- Колело и ос
- Макара
- Наклонена равнина
- Клин
- Винт

Това са елементарните градивни механизми, от които се строят по-сложните машини. Историята им датира още от Архимед, който е изучавал лоста, макарата и винта.